# Game Boy Advance Wireless Adapter

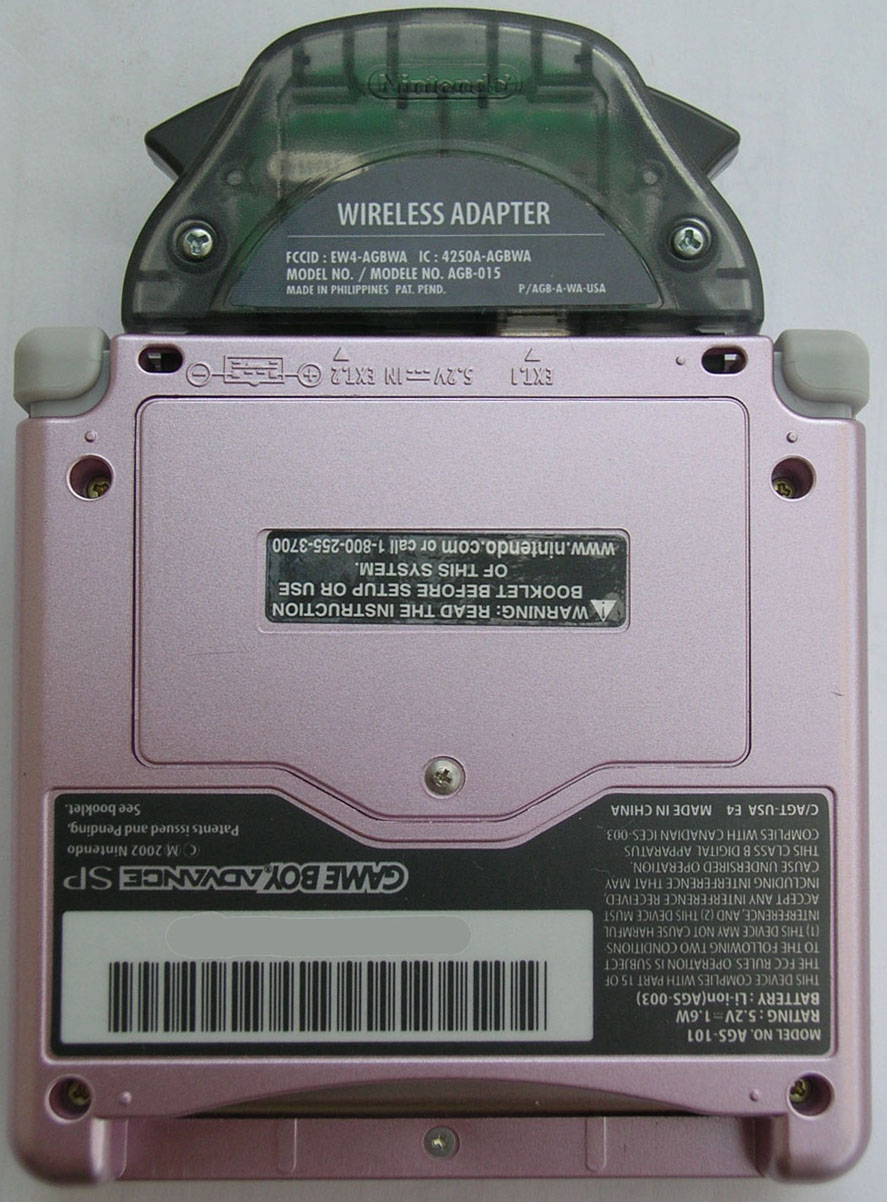
En Game Boy Advance Wireless Adapter insatt i en Game Boy Advance SP.

Game Boy Advance Wireless Adapter är ett tillbehör till Game Boy Advance och Game Boy Advance SP som gör det möjligt för flera Game Boy Advance-spelare att spela trådlöst mot varandra. Det är relativt få spel som stöder detta tillbehör. Denna adapter passar inte till Game Boy Micro.

## Lista över spel som stöder detta tillbehör
- Classic NES Series: Donkey Kong
- Classic NES Series: Dr. Mario
- Classic NES Series: Ice Climber
- Classic NES Series: Pac-Man
- Classic NES Series: Super Mario Bros.
- Classic NES Series: Xevious
- Digimon Racing
- Dragon Ball Z: Buu's Fury
- Hamtaro: Ham-Ham Games
- The Lord of the Rings: The Third Age
- Mario Golf: Advance Tour
- Mario Power Tennis
- Pokémon FireRed
- Pokémon LeafGreen
- Shrek SuperSlam